# Sphenoptera cuprina
Sphenoptera cuprina es una especie de escarabajo del género Sphenoptera, familia Buprestidae. Fue descrita científicamente por Motschulsky en 1860.

## Distribución
Habita en la región paleártica.